# Krasanovići
Krasanovići är en ort i Bosnien och Hercegovina.   Den ligger i entiteten Republika Srpska, i den östra delen av landet, 90 km nordost om huvudstaden Sarajevo. Krasanovići ligger 170 meter över havet och antalet invånare är 304.
Terrängen runt Krasanovići är huvudsakligen kuperad. Krasanovići ligger nere i en dal. Närmaste större samhälle är Bratunac, 5,9 km söder om Krasanovići. 
Omgivningarna runt Krasanovići är en mosaik av jordbruksmark och naturlig växtlighet. Runt Krasanovići är det ganska tätbefolkat, med 67 invånare per kvadratkilometer.